# Bobovec Tomaševečki
 Bobovec Tomaševečki  falu Horvátországban Krapina-Zagorje megyében. Közigazgatásilag Klanjechez tartozik.

## Fekvése
Zágrábtól 32 km-re északnyugatra, községközpontjától  2 km-re délkeletre Horvát Zagorje területén, a megye délnyugati részén fekszik.

## Története
A településnek 1857-ben 68, 1910-ben 63 lakosa volt. Trianonig Varasd vármegye Klanjeci járásához tartozott.  2001-ben 31 lakosa volt.

## Külső hivatkozások
- Klanjec város hivatalos oldala
- Klanjec város információs portálja